# Skycrapers
«Skycrapers» es una canción de la banda OK Go, perteneciente a su tercer álbum, Of the blue colour of the sky. El vídeo musical se lanzó en marzo de 2012, y muestra a una pareja bailando con distintas indumentarias del mismo color que los fondos que aparecen tras ellos.

## Vídeo musical
El vídeo comienza con una pareja que empiezan a bailar un baile lento por la acera, y cambiando de ropa cada vez que pasan por delante de una pared pintada de un determinado. Los colores se suceden, mientras la pareja realiza distintos pasos de baile.

## Listado de las pistas

### Para iTunes
1. "Skycrapers" - 04:38
2. "Skycrapers" (en vivo) - 04:35